# バディ (犬)
バディ（Buddy "Budweiser"、1997年9月 - 2002年1月2日）は、ラブラドール・レトリーバー種のオス犬である。チョコレート色の毛色をしたバディは、ビル・クリントンが大統領任期中に一家で飼っていた2匹のペットのうちの1匹だった。

## 生涯
ビル・クリントンは、メリーランド州キャロライン郡生まれで当時生後3か月の仔犬だったバディを購入したのは、1997年12月のことだった。クリントンは、自分の人生に大きな影響を与えた人物としてしばしば取り上げていた、その年の6月に亡くなった大叔父のヘンリー・オーレン・「バディ」グリシャム（Henry Oren "Buddy" Grisham）にちなみ、この仔犬を「バディ」と名づけた。
ホワイトハウスの先住者だったアメリカンショートヘア種のオス猫であるソックスは、陽気なバディとは上手くやっていけなかったため、クリントン一家はこの2匹に別々の居所を与えておかなければならなかった。2001年1月、大統領の任期を終えたクリントンの一家がホワイトハウスを出た後に移り住んだニューヨーク州の小さな家では、もはやその取り決めを続けることは不可能になったので、ソックスはクリントンの秘書だったベティー・カーリーに引き取られることになり、2009年2月20日まで生存していた。しかし、バディはクリントンが以前飼っていたコッカー・スパニエル種の犬ジーク（Zeke）と同様の運命を辿ることになってしまう。2002年1月2日、バディはニューヨーク州チャパクアのクリントン家の近くで自由に走り回っていた際、車にはねられてその生涯を終えたのである。
クリントンは後に、シーマス（Seamus）という名前の2匹目のレトリーバーを購入している。

## その他
ヒラリー・クリントンは、1998年に子供向けの本『Dear Socks, Dear Buddy: Kids' Letters to the First Pets 』を執筆した。この本には、ホワイトハウスの「ファーストペット」ソックスとバディに宛てた子供たちからの50通以上の手紙の抜粋と、80枚以上のソックスとバディの写真が載せられている。
バディはまた、劇作家のリック・クリーヴランド作のワンマンショー『My Buddy Bill』の主要キャラクターとなった。クリーヴランドはビル・クリントンと自分の間に、犬に対して2人とも共通の関心があることを見いだしたのである。